# Springfield (Virgínia)
Springfield és una concentració de població designada pel cens dels Estats Units a l'estat de Virgínia. Segons el cens del July 2007 tenia 31.329 habitants.

## Demografia
Segons el cens del 2000, Springfield tenia 30.417 habitants, 10.495 habitatges, i 7.472 famílies. La densitat de població era de 1.203,3 habitants per km².
Dels 10.495 habitatges en un 32,9% hi vivien nens de menys de 18 anys, en un 58% hi vivien parelles casades, en un 8,9% dones solteres, i en un 28,8% no eren unitats familiars. En el 22,1% dels habitatges hi vivien persones soles el 7,7% de les quals corresponia a persones de 65 anys o més que vivien soles. El nombre mitjà de persones vivint en cada habitatge era de 2,88 i el nombre mitjà de persones que vivien en cada família era de 3,37.
Per edats la població es repartia de la següent manera: un 23,5% tenia menys de 18 anys, un 8% entre 18 i 24, un 34,2% entre 25 i 44, un 23,2% de 45 a 60 i un 11,2% 65 anys o més.
L'edat mediana era de 36 anys. Per cada 100 dones de 18 o més anys hi havia 96,5 homes.
La renda mediana per habitatge era de 69.640$ i la renda mediana per família de 73.903$. Els homes tenien una renda mediana de 45.679$ mentre que les dones 36.075$. La renda per capita de la població era de 27.807$. Entorn del 3,7% de les famílies i el 5,1% de la població estaven per davall del llindar de pobresa.

## Poblacions properes
El següent diagrama mostra les poblacions més properes.